# Ciclismo en los Juegos Europeos de Cracovia 2023
El ciclismo en los III Juegos Europeos se realizó en dos sedes: las pruebas de ciclismo de montaña en Krynica-Zdrój (Polonia), el 25 de junio, y las pruebas de ciclismo de BMX libre en Krzeszowice (Polonia), el 21 y el 22 de junio de 2023.
En total fueron disputadas en este deporte 4 pruebas diferentes, 2 masculinas y 2 femeninas, repartidas en 2 especialidades del ciclismo: 2 pruebas en ciclismo de montaña y 2 en ciclismo BMX libre.

## Medallistas de ciclismo de montaña
| Evento                                 | Oro                                    | Plata                                  | Bronce                          |
| -------------------------------------- | -------------------------------------- | -------------------------------------- | ------------------------------- |
| Campo a través masculino (25 de junio) | Vlad Dascălu · Rumania · 1:19:41       | Lars Forster · Suiza · 1:19:55         | Luca Braidot · Italia · 1:20:00 |
| Campo a través femenino (25 de junio)  | Puck Pieterse · Países Bajos · 1:18:26 | Mona Mitterwallner · Austria · 1:18:52 | Sina Frei · Suiza · 1:19:31     |

### Medallero
| Núm. | País         | Oro | Plata | Bronce | Total |
| ---- | ------------ | --- | ----- | ------ | ----- |
| 1    | Países Bajos | 1   | 0     | 0      | 1     |
| 1    | Rumania      | 1   | 0     | 0      | 1     |
| 3    | Suiza        | 0   | 1     | 1      | 2     |
| 3    | Austria      | 0   | 1     | 0      | 1     |
| 5    | Italia       | 0   | 0     | 1      | 1     |
|      | TOTAL        | 2   | 2     | 2      | 6     |

## Medallistas de ciclismo BMX libre
| Evento                         | Oro                                        | Plata                                   | Bronce                                   |
| ------------------------------ | ------------------------------------------ | --------------------------------------- | ---------------------------------------- |
| Parque masculino (22 de junio) | Kieran Reilly · Reino Unido · 92,33 pts.   | Anthony Jeanjean · Francia · 90,80 pts. | Declan Brooks · Reino Unido · 87,40 pts. |
| Parque femenino (22 de junio)  | Iveta Miculyčová · República Checa · 82,33 | Kim Lea Müller · Alemania · 79,66       | Laury Perez · Francia · 77,00            |

### Medallero
| Núm. | País            | Oro | Plata | Bronce | Total |
| ---- | --------------- | --- | ----- | ------ | ----- |
| 1    | Reino Unido     | 1   | 0     | 1      | 2     |
| 2    | República Checa | 1   | 0     | 0      | 1     |
| 3    | Francia         | 0   | 1     | 1      | 2     |
| 4    | Alemania        | 0   | 1     | 0      | 1     |
|      | TOTAL           | 2   | 2     | 2      | 6     |

## Medallero total
| Núm. | País            | Oro | Plata | Bronce | Total |
| ---- | --------------- | --- | ----- | ------ | ----- |
| 1    | Reino Unido     | 1   | 0     | 1      | 2     |
| 2    | Países Bajos    | 1   | 0     | 0      | 1     |
| 2    | República Checa | 1   | 0     | 0      | 1     |
| 2    | Rumania         | 1   | 0     | 0      | 1     |
| 5    | Francia         | 0   | 1     | 1      | 2     |
| 5    | Suiza           | 0   | 1     | 1      | 2     |
| 7    | Alemania        | 0   | 1     | 0      | 1     |
| 7    | Austria         | 0   | 1     | 0      | 1     |
| 8    | Italia          | 0   | 0     | 1      | 1     |
|      | TOTAL           | 4   | 4     | 4      | 12    |